# Cryptopone
Cryptopone és un gènere de formigues de la subfamília dels ponerins (Ponerinae). Té una distribució mundial, incloent-hi la península Ibèrica, amb especial diversitat a Àsia.

## Espècies
El gènere Cryptopone inclou 23 espècies; a la península Ibèrica hi viu una, Cryptone ochracea.
- Cryptopone arabica Collingwood & Agosti, 1996
- Cryptopone butteli Forel, 1913
- Cryptopone crassicornis (Emery, 1897)
- Cryptopone fusciceps Emery, 1900
- Cryptopone gigas Wu & Wang, 1995
- Cryptopone gilva (Roger, 1863)
- Cryptopone gilvagrande Branstetter & Longino, 2022
- Cryptopone gilvatumida Branstetter & Longino, 2022
- Cryptopone guatemalensis (Forel, 1899)
- Cryptopone jinxiuensis Zhou, 2001
- Cryptopone motschulskyi Donisthorpe, 1943
- Cryptopone nicobarensis Forel, 1905
- Cryptopone ochracea (Mayr, 1855)
- Cryptopone pseudogigas Zhou & Zheng, 1997
- Cryptopone recticlypea Xu, 1998
- Cryptopone rotundiceps (Emery, 1914)
- Cryptopone sauteri (Wheeler, 1906)
- Cryptopone sinensis Wang, 1992
- Cryptopone subterranea Bharti & Wachkoo, 2013
- Cryptopone taivanae (Forel, 1913)
- Cryptopone tengu Terayama, 1999
- Cryptopone testacea Emery, 1893
- Cryptopone typhlos (Karavaiev, 1935)